# Jacoba Maria Majofski

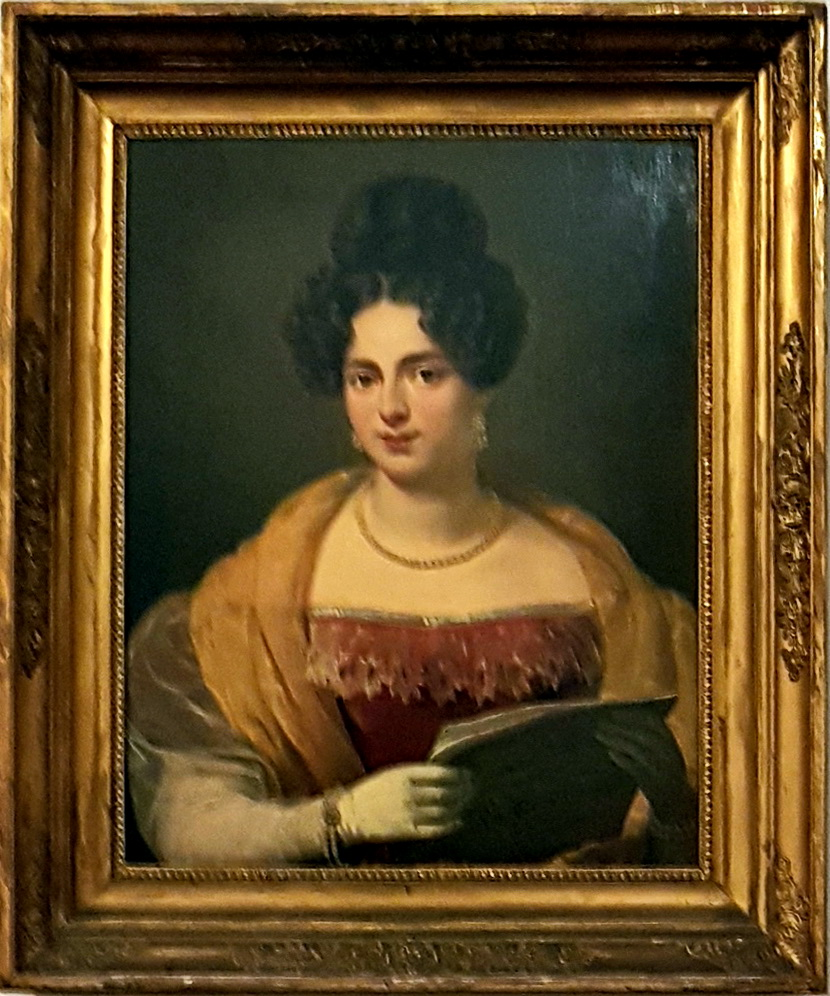
Koosje Majofski

Jacoba Maria Koosje Majofski (* 3. Februar 1807 in Amsterdam; † 21. März 1847 in Den Haag) war eine niederländische Schauspielerin, Sängerin und Übersetzerin.

## Leben
Jacoba Maria Majofski wurde am 3. Februar 1807 in Amsterdam geboren. Sie war das neunte von mindestens zehn Kindern des Schauspielers und Theaterregisseurs Theodorus Johannes Majofski (1771–1836) und der Schauspielerin Johanna Christina Elisabeth Adams (1767–1844). Sie wurde römisch-katholisch getauft und bei der Taufe war die Schauspielerin Jacoba Wouters als Taufzeugin anwesend. Ihre Eltern gehörten der Stadsschouwburg Amsterdam an und zu den führenden niederländischen Theaterfamilien des ausgehenden 18. und beginnenden 19. Jahrhunderts. Theodorus Majofski wurde 1811 Co-Direktor des Amsterdamer Theaters. Diese Funktion hatte er bis 1820 inne. Jacoba Majofski begann im Alter von fünf Jahren Kinderrollen bei der renommierten Schouwburg-Compagnie zu spielen. Nicht nur von ihrem Vater erhielt sie Schauspielunterricht, auch bekannte Schauspielerinnen unterrichteten sie, wie Johanna Cornelia Wattier und ihre Tante Maria Hendrika Adams. Mit der Amsterdamer Kompanie reiste sie in den Sommermonaten in andere Städte und hatte Aufführungen in Rotterdam, Den Haag, Groningen und Brüssel.
Jacoba Majofski heiratete am 15. November 1823 in Amsterdam den Kaufmann Karel Naret Koning (1784–1845). Sie war zu dem Zeitpunkt 16 Jahre alt, er war 39 Jahre alt und hatte aus seiner früheren Ehe einen vierjährigen Sohn David (1819–1846). Aus der Ehe zwischen Jacoba Majofski und Naret Koning gingen zwei Söhne und eine Tochter hervor, di edas Erwachsenenalter erreichten. Gemeinsam zogen sie in ein Haus an der Keizersgracht in Amsterdam und Jacoba hörte für kurze Zeit mit der Schauspielerei auf, doch sie kehrte 1825 auf die Bühne in der Rolle der Suzanne in Die Hochzeit des Figaro, einem Stück von Pierre-Augustin Caron de Beaumarchais, zurück. Diese Rolle spielte sie unbezahlt. Ein Jahr später erhielt sie im Nebenjob eine Festanstellung am Amsterdamer Theater als Schauspielerin. Mittlerweile arbeiteten auch ihre Schwestern Louiza Johanna Majofski (1803–1874) und Anna Maria Majofski (1810–1881) für dieses Unternehmen.
Jacoba Majofski war als Schauspielerin und als Sängerin berühmt. Einige bekannte Zeitgenossen, darunter Nicolaas Beets und Justus van Maurik, waren mit ihrem Spiel sehr zufrieden. Letzterer schrieb später über sie: „Frau Naret-Koning war die größte Schauspielerin, die ich je gesehen habe. Ihr Spiel war natürlich, völlig natürlich, ohne den Wunsch nach Wirkung. Diese Frau versetzte sich völlig in die Lage der Person, die sie repräsentieren sollte.“  Sie spielte Rollen in den unterschiedlichen Theatergenres, beispielsweise die der Tisbe in Victor Hugos „Angelo, Tyrann von Padua“ und die der Fransje in „Mutter und Sohn“ von Charlotte Birch-Pfeiffer, beide Stücke, und die der Hulda in „Die Dame von der Donau“, einem Liederstück von Karl Friedrich Hensler.
Majofski übersetzte auch mehrere Stücke, darunter zwei Varietés von Théaulon: „Der Kapitän zur See“, in dem sie die Rolle der Laura spielte, und „Der Großvater“, in dem sie den Enkel spielte. Im Laufe ihrer Karriere pflegte sie Kontakt zu verschiedenen Literaten. Ab den 1830er Jahren wirkten am Amsterdamer Theater drei bekannte Schauspielerinnen: Jacoba Majofski, Christina da Silva und Maria Francisca Bia. Zwischen diesen Schauspielerinnen kam es zu einer Rivalität, die unter anderem darauf zurückzuführen war, dass Bia als Ehefrau des Regisseurs oft die wichtigsten Rollen bekam. Am 5. Oktober 1845 schrieb Majofski an A. Taunay, Herausgeber des Amsterdamsche Courant, dass sie um ihr Engagement für das Theater fürchtete: Schließlich habe die Zeitung ihre Auftritte schon seit einiger Zeit nicht mehr besprochen. „Es ist für mich äußerst schmerzhaft, jeden Moment feststellen zu müssen, dass in Ihrer Zeitschrift von Zeit zu Zeit über jeden meiner Kollegen gesprochen wird, nicht aber über mich!“ Sie sei, so schrieb sie weiter, sehr verletzt darüber, dass die Zeitung zwar auf die Rückkehr von Bia nach dem Tod ihres Mannes aufmerksam gemacht habe, aber nichts über ihre Rückkehr auf die Bühne nach dem Tod ihres Mannes geschrieben habe: „Das habe ich auch. Ich habe einen so schmerzlichen Verlust erlitten, und niemand hat es gewagt, ihn mit einem einzigen Wort zu erwähnen oder auf mich zu achten.“
Karel Naret Koning starb am 20. August 1845. Majofski, die bereits in den 1830er Jahren zwei Söhne verloren hatte, blieb mit vier Kindern fast mittellos zurück: Karel Theodorus Johannes (geb. 1828), Johannes Josephus David (geb. 1838), Louise Johanna Jacoba Francisca (geb. 1840) und Jacobus Carel Theodorus (geb. 1844). Ein Sohn und die Tochter traten einige Male in Kinderrollen auf, aber keines ihrer Kinder wurde Schauspieler. Majofskis Einkommen reichte nicht aus, um ihre Familie zu ernähren, insbesondere weil sie nach dem Tod ihres Mannes einen Kredit von ihrem Schwager aufgenommen hatte, den sie innerhalb von zehn Jahren zurückzahlen musste. 1846 unterzeichnete Majofski einen Vertrag mit ihrem Kollegen Anton Peters, dem Direktor der Zuid-Hollandsche Tooneelisten, für drei aufeinanderfolgende Jahre als Schauspielerin in der ersten Position. Bereits in den Sommern 1836, 1838 und 1844 hatte sie bei dieser in Den Haag ansässigen Kompanie Gastrollen gespielt. Bei Peters erhielt Majofski 3.500 Gulden im Jahr, 1.100 Gulden mehr als sie in Amsterdam verdiente. Sie selbst hätte Amsterdam am liebsten nicht verlassen, aber das Angebot aus Den Haag gab ihr die Möglichkeit, für ihre Kinder angemessen zu sorgen: Wer „so wie ich in jeder Hinsicht für vier Kinder sorgen muss“, hätte das Gleiche getan.
Sie zog mit ihren Kindern nach Den Haag, dort starb ihr jüngster Sohn am 24. April 1846 kurz nachdem sie in Den Haag angekommen waren. Auch ihr Gesundheitszustand verschlechterte sich. Sie hatte mehrere erfolgreiche Auftritte und am 22. Dezember 1846 ihre letzte Rolle: Nativa de Medicis in dem Stück Lazaro, der Hirte von Bouchardy und Le Pâtre. Für weitere Auftritte war sie zu krank und drei Monate später, am 21. März 1847 starb sie in Den Haag. Nach ihrem Tod wurden verschiedene Initiativen ins Leben gerufen, um Geld für ihre Kinder zu sammeln. Zum Gedenken an Jacoba Majofski wurden Benefizaufführungen organisiert, deren Erlös ihren drei Waisenkindern zugutekam, ihre Kostüme wurden versteigert und das niederländische Königshaus spendete Geld.